# テイボー
テイボー株式会社（英: Teibow Co.,Ltd.）は、静岡県浜松市を本拠地とするマーキングペン先および金属射出成型部品の製造・販売を行う企業である。マーキングペン先の販売では、国内および世界のトップクラスである。
この会社の社名は、創業時の社名の「帝国製帽株式会社」に由来している。

## 概要
創業（1896年）から1974年まではフェルト製の中折れ帽の製造において日本を代表する企業であったが、中折れ帽事業の衰退に伴い、帽子の製造過程で培ったフェルト加工技術を生かし、フェルト製のペン先の製造を手掛けた。
ペン先のシェアが国内では6割、世界では5割のグローバルトップニッチメーカーである。
近年は更なる企業発展を目指してペン先の事業で培った射出成型の技術を生かし、金属射出成型事業に進出している。
また、ペン先の事業をコスメのアイライナー、医療用カテーテルなどの事業へと展開している。
事業転換にうまく成功した100年以上の歴史を持つ老舗企業として、様々なメディアに取り上げられている。

## 沿革

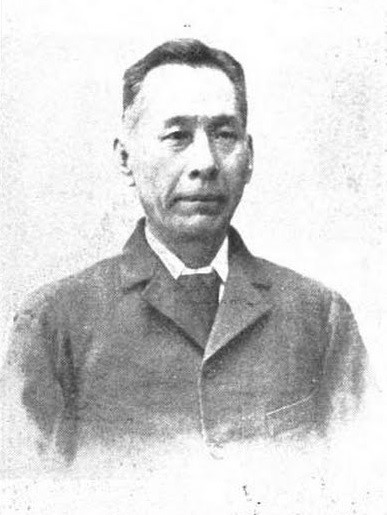
創業者の野沢卯之吉（1837-1918）

- 1895年 - 東京の貿易商・野沢卯之吉、源次郎父子が英国から製帽機を輸入し、谷中初音町（現・台東区）で製帽会社「初音合資会社」を設立[5][6]。社員にのちに2代目社長となる浜松出身の氣賀賀子治がいた[5]。
- 1896年 - 浜松市に「帝国製帽株式会社」を資本金12万円で創業。高級ソフト帽子、中折れ帽の製造を開始。
- 1898年 - 英国製帽技師を招聘[7]。
- 1899年 - 浜松製糸場買収し、生糸と撚糸の製造販売も兼営[7]
- 1924年 - ドイツ人技師招聘[8]
- 1930年 - 昭和天皇御臨幸の栄を賜る。
- 1945年 - 空襲により被災、全工場を焼失。
- 1946年 - 現在の浜松市に本社工場を移転、操業を開始。
- 1952年 - フェルトペン先の試作を開始。
- 1957年 - フェルトペン先の製造・販売を開始。
- 1959年 - ポリエステル樹脂製安全帽およびヘルメットの製造販売を開始。
- 1962年 - 合繊ペン先の製造・販売を開始。
- 1963年 - 通産大臣よりJIS工場表示(安全帽)の許可を受ける。
- 1968年 - プラスチックペン先の製造・販売を開始。事業内容の変化に伴い、社名を「帝帽株式会社」に変更。
- 1971年 - アクリル・ナイロン・ポリエステルペン先製造の自動化を開始。
- 1974年 - フェルト帽子の製造を中止(委託生産により販売継続)。
- 1981年 - 社名を「テイボー株式会社」に変更。
- 1985年 - フェルト帽子事業からの撤退。
- 1985年 - ヘルメットの製造・販売を中止(帽子事業からの完全撤退)。
- 1991年 - 国際見本市初出展
- 1993年 - 浜松テクノポリスに「都田技術センター」完成。水性ボールペン先の製造・販売。
- 1994年 - 金属射出成形法(MIM)による金属部品の製造・販売を開始。
- 1998年 - 都田技術センター内にMIM新工場完成。
- 2008年 - 都田技術センター内に「南館」新設。
- 2012年 - 中国江蘇省常熟市に「泰宝制筆材料（常熟）有限公司」設立。
- 2014年 - 焼結芯の製造・販売を開始。
- 2018年 - 都田技術センター内に「NEXT」新設。
- 2019年 - 株式会社 Soliton corporation買収。
- 2019年 - PBTブラシの製造・販売を開始。
- 2020年 - 浜松市第三都田地区に「MIM開発センター」完成。

## 事業所
- 都田技術センター（浜松市浜名区）